# Hlavňov (Krásná Hora)
Hlavňov (německy Hlawniow) je malá vesnice, část obce Krásná Hora v okrese Havlíčkův Brod. Nachází se asi 2 km na jihovýchod od Krásné Hory. V roce 2009 zde bylo evidováno 19 adres. V roce 2001 zde trvale žilo 14 obyvatel. Západně od osady protéká Perlový potok, který je levostranným přítokem řeky Sázavy.
Hlavňov leží v katastrálním území Bezděkov u Krásné Hory o výměře 3,77 km2.

## Historie
V roce 1869 byl Hlavňov osadou obce Bezděkov, v letech 1880–1900 se jako osada neuvádí, v letech 1910–1971 opět osadou Bezděkova, od 26. listopadu 1971 je částí obce Krásná Hora.

## Přírodní poměry
Západně od vsi protéká Perlový potok.

## Obyvatelstvo
Podle sčítání 1930 zde žilo v 18 domech 76 obyvatel. 76 obyvatel se hlásilo k československé národnosti. Žilo zde 71 římských katolíků a 4 příslušníci Církve československé husitské.
| Rok            | 1869 | 1880 | 1890 | 1900 | 1910 | 1921 | 1930 | 1950 | 1961 | 1970 | 1980 | 1991 | 2001 | 2011 |
| -------------- | ---- | ---- | ---- | ---- | ---- | ---- | ---- | ---- | ---- | ---- | ---- | ---- | ---- | ---- |
| Počet obyvatel | 90   | 100  | 101  | 89   | 96   | 74   | 76   | 56   | 55   | 48   | 28   | 11   | 14   |      |
| Počet domů     | 12   | 17   | 17   | 16   | 16   | 17   | 18   | 17   | .    | 14   | 11   | 18   | 18   |      |